# Filaret von Minsk und Sluzk

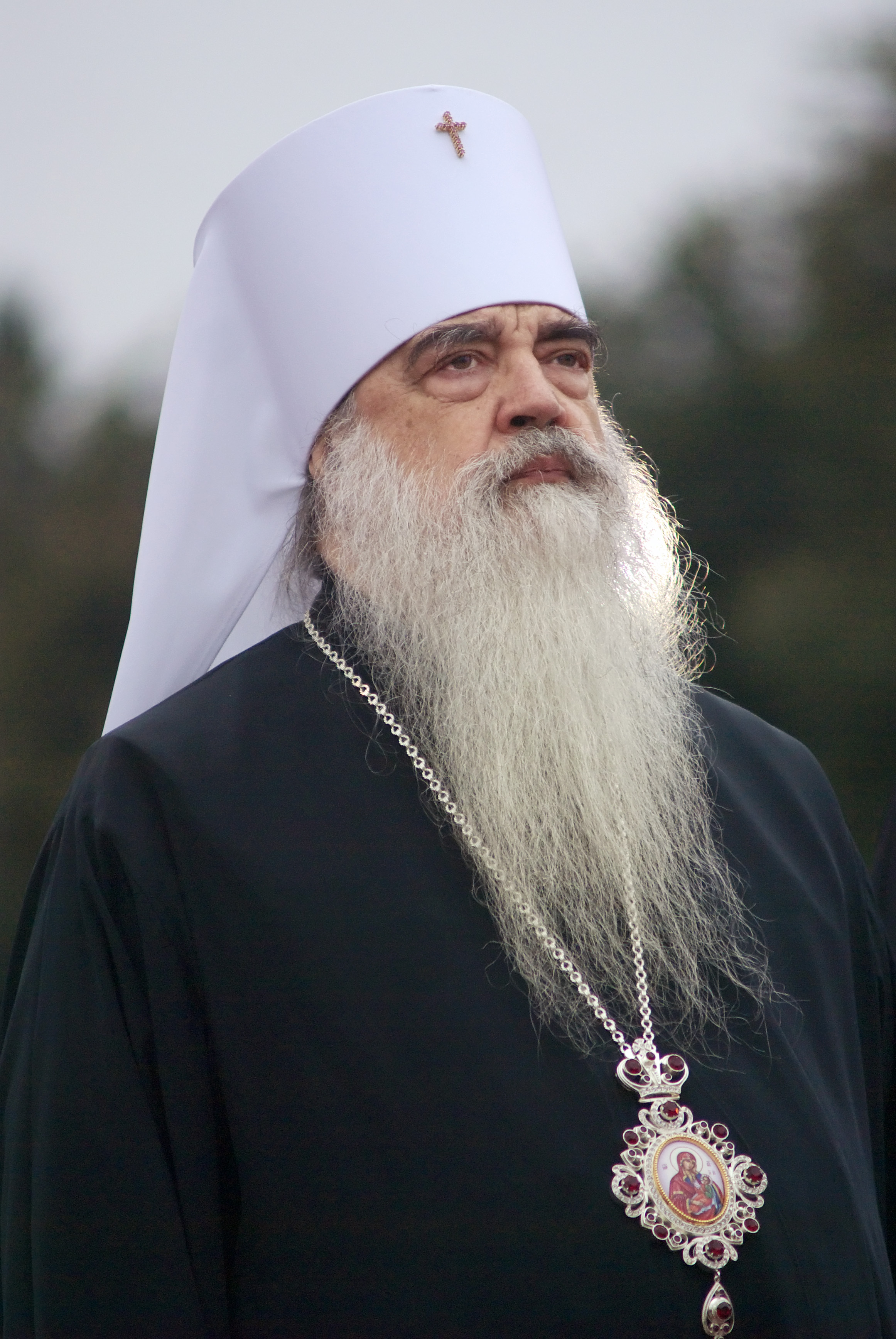
Filaret von Minsk und Sluzk

Metropolit Filaret (belarussisch Мітрапаліт Філарэт Вахрамееў, russisch Митрополит Кирилл Вахромеев), geborener Kirill Warfolomejewitsch Wachromejew (belarussisch Кірыл Варфаламеевіч Вахрамееў, russisch Кири́лл Варфоломе́евич Вахроме́ев) (* 21. März 1935 in Moskau; † 12. Januar 2021 in Minsk), war der Russisch-Orthodoxe Patriarchenexarch von ganz Belarus; Metropolit von Minsk und Sluzk (bis 25. Dezember 2013).

## Leben und Wirken
Filaret wuchs in der Familie eines Angestellten auf. Er besuchte eine Mittelschule und parallel dazu eine Musikschule. Danach absolvierte er 1957 sein Studium der Orthodoxen Theologie am Moskauer Geistlichen Seminar und wurde 1961 an der Moskauer Geistlichen Akademie zum Doktor der Theologie promoviert. Im Jahr 1959 wurde er – noch während des Studiums – in den Mönchsstand aufgenommen. Als Lehrer an der Moskauer Geistlichen Akademie wurde er am 14. Dezember 1961 zum Priester geweiht. Im Jahr 1961 war er Assistent des Akademieinspektors und 1962 selbst Inspektor. Nach der Beförderung zum „Igumen“ und „Archimandriten“ wurde er 1965 zum (Titular-)Bischof von Tichwin geweiht. Zugleich wurde er Auxiliarbischof der Diözese Leningrad. In dieser Zeit von 1961 bis 1965 war er auch der Sekretär der Kommission für die Einheit der Christen. Er war Mitglied in der Christlichen Friedenskonferenz und dort mehrjährig Mitglied des Arbeitsausschusses und Vorsitzender des Ausschusses zur Fortsetzung der Arbeit.
Im Jahr 1966 wurde er zum (Titular-)Bischof von Dmitrow in der Diözese Moskau ernannt und übernahm zugleich das Amt des Rektors der Moskauer Geistlichen Akademie. In der folgenden Zeit wurde er im wissenschaftlichen Verlagswesen und im Außenamt tätig. 1970 wurde er Erzbischof und dabei kurzzeitig mit der Verwaltung der Diözese von Kaliningrad betraut, dann Bischof von Berlin (West und Ost) und Mitteleuropa sowie Patriarchalexarch für Mitteleuropa. 1975 wurde ihm der Titel des Metropoliten verliehen. 1978 wurde er Metropolit von Minsk und Belarus, kurze Zeit danach Patriarchalexarch von ganz Westeuropa. Von 1981 bis 1989 wurde ihm die Leitung des kirchlichen Außenamtes übertragen, und 1985 die Seelsorge für die orthodoxen Pfarr-Distrikte in Finnland. Damit gab er das Amt des Exarchen für Westeuropa ab. Ab dem 1. Oktober 1989 war er der Metropolit von Minsk und Grodno sowie Exarch von Belarus. Filaret leitete die Theologische Kommission des Heiligen Synod. Am 15. November 1983 wurde Filaret zum Ehrendoktor der Theologischen Fakultät der Martin-Luther-Universität Halle-Wittenberg ernannt.
Von 1990 bis 1995 war er Deputierter im Obersten Sowjet von Belarus und dabei Mitglied der Kommission für Bildung, Kultur und Bewahrung des historischen Erbes. Er war auch ständiges Mitglied des Heiligen Synods.
Der Patriarchenexarch von ganz Belarus, Metropolit Filaret von Minsk und Sluzk, hat im Januar 2009 auf der Landeskirchenversammlung der Russisch-orthodoxen Kirche seine Kandidatur für das Patriarchenamt zurückgezogen. Filaret rief seine Anhänger auf, ihre Stimmen für den Statthalter des Patriarchenstuhls, Metropolit Kyrill von Smolensk und Kaliningrad, abzugeben.
In jüngster Zeit setzte Metropolit Filaret seine Hoffnung auf einen konstruktiven Dialog zwischen den Kulturen des Alten und Neuen Testaments. Das sagte er vor der Eröffnung der internationalen Forschungskonferenz „Christlich-jüdischer Dialog: Religiöse Werte als Grundlage gegenseitiger Achtung in der Bürgergesellschaft während der globalen Wirtschaftskrise“.
„Dieser Dialog ist sehr aktuell, weil wir immer nach dem Leben in Eintracht und Liebe streben und es keine Konfrontation in unseren Beziehungen gibt“, sagte Metropolit Filaret. Dabei fügte er hinzu, dass es nicht um volle Gesinnungsgleichheit über Glaubensfragen gehe. Ein gleichberechtigter Dialog zwischen Christen und Juden könne ein Beispiel dessen sein, wie man aus eigenen Fehlern lernen kann, um den künftigen historischen Desastern vorbeugen zu können. Das Judentum gehöre neben Christentum und Islam zur ältesten abrahamitischen Religion. Die Eröffnung der Konferenz fand am 9. November statt, am Jahrestag der sog. Reichskristallnacht von 1938.

„Europäische Zivilisation hat nach zahlreichen Tragödien des 20. Jahrhunderts endlich ein Bewusstsein entwickelt, wenn Anhänger verschiedener Religionen ein friedliches Mit- oder Nebeneinander anstreben und Freundlichkeit oder wenigstens Neutralität zu wahren versuchen, sagte Filaret. Aber dieses Gleichgewicht bleibe sehr zerbrechlich in der heutigen Welt. Wir müssen Toleranz und Zusammensein lernen, den Dialog fördern und dabei eigene kulturelle, nationale und geistige Identität bewahren, so der Patriarchenexarch von ganz Belarus“

2013 wurde er zum Ehrenexarchen von Belarus ernannt. Seine Nachfolge trat Metropolit Pawel (russ. Georgi Wassiljewitsch Ponomarjow, belaruss. Heorgij Wassilewitsch Panamarou) an, der zuvor Metropolit von Rjasan war.